# Heterophyllium variegatum
Heterophyllium variegatum là một loài rêu trong họ Sematophyllaceae. Loài này được (Welw. & Duby) Broth. mô tả khoa học đầu tiên năm 1925.